# Haliclona forcellata
Haliclona forcellata är en svampdjursart som först beskrevs av Giovanni Domenico Nardo 1847.  Haliclona forcellata ingår i släktet Haliclona och familjen Chalinidae.
Artens utbredningsområde är Adriatiska havet. Inga underarter finns listade i Catalogue of Life.